# かき氷

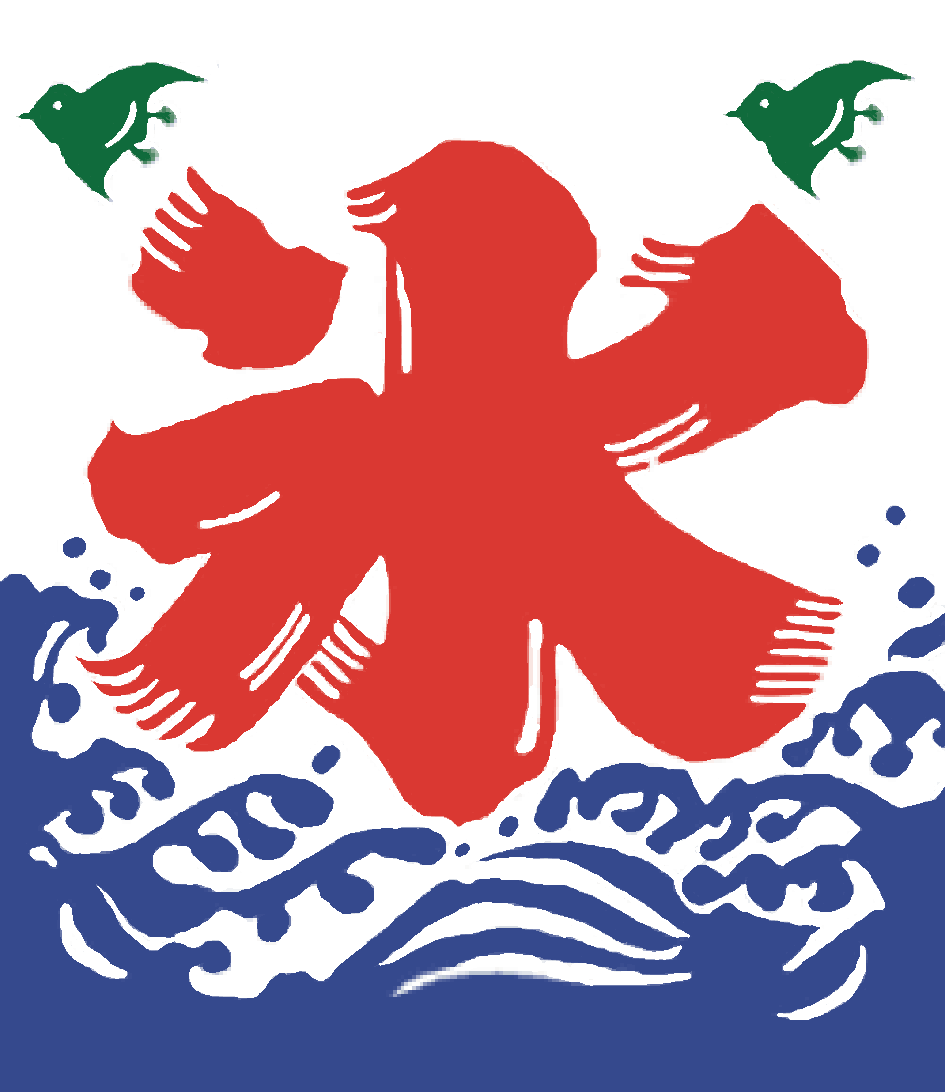
氷旗の例。
もとは許可証であり
「官許」と「産地（企業名）」が
記されていた。
文様は波に千鳥である。

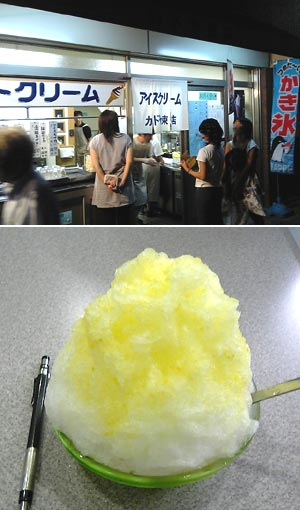
マンゴー氷

かき氷（かきごおり、欠き氷）とは、氷を細かく削るか砕いて、シロップ等をかけた氷菓。餡やコンデンスミルクをかけることもある。氷は古くは鉋（かんな）などで粒状に削ったが、現在は専用の機械を用いる。また市販品として、細かく砕いた氷と各種シロップを混ぜてカップ容器や袋に入れた製品も売られている。日本以外にも類似のものが各国にある。
日本では、かき氷を売っている店は氷旗（白地に赤い文字で「氷」と書かれた幟〈のぼり〉）を掲げていることが多い。夏季に社寺の境内で催される祭礼や縁日などでは綿菓子、たこ焼き、焼きそばとともに売られる代表的な縁日物（）の一つであり、夏の風物詩、季語の一つである。

## 呼称
最も一般的に普及している呼び名である「かき氷」は、東京方言の「ぶっかきごおり」に由来する。他の呼称として夏氷（）、氷水（）など。近畿では「かちわり（ごおり）」などとも呼ばれる。かき氷以外に、飲料を冷やしたり涼をとったりするのに使われる、砕いた氷は「かち割り」を参照。
日本の喫茶店や洋風の飲食店では、かき氷をフラッペと呼んで提供していることがある。「フラッぺ」（フランス語: Frappé）は、本来はクラッシュドアイスにリキュールなどの酒類を注いだ飲料のことである。日本ではシロップをかけたかき氷を指すことが多いが、「かき氷」に対して「フラッペ」は氷の砕き方がやや大粒であるとする説もある。また大阪府付近など一部の地域では、一旦かき氷状にした氷に掌で圧力をかけて少々固めたものをフラッペと呼び、かき氷とは区別している。

## 歴史
史実上の記録は平安時代に清少納言の『枕草子』「あてなるもの」（上品なもの、良いもの）の段に、金属製の器に氷を刃物で削った削り氷（けずりひ、文中では「けつりひ」）に蔓草の一種である甘葛（あまかづら・あまづら、蔦の樹液または甘茶蔓の茎の汁）をかけたとして「削り氷にあまづら入れて、新しき金鋺（）に入れたる」と記述されている。藤原定家の『明月記』にも登場する。製氷技術のなかった当時、夏に氷を求めるにはあらかじめ冬の雪や氷を氷室で保存する以外に方法が無く、かき氷は特権階級しか口にできないものであった。
1869年（明治2年）、神奈川県横浜にある馬車道で町田房造が初めての氷水店を開店（日本においてアイスクリームを発祥させた店でもある）。また、1871年（明治4年）、中川嘉兵衛が五稜郭の外堀で生産した天然氷が「函館氷」と銘打って京浜市場に登場しそれまでのアメリカ合衆国ボストン産の輸入氷「ボストン氷」に比べて良質でかつ低廉であった。
1878年 （明治11年）、粗悪な氷が販売される事を取り締まるために内務省から「氷製造人並販売人取締規則」が公布された。これにより営業者は、衛生検査に合格した氷の生産地・販売者名を示したのぼりや看板を掲げる事が義務付けられた。この時に配られた旗が現在の氷旗のデザインの元になっている。
1882年（明治15年）頃には博物学者のエドワード・S・モースが、かき氷を食べたことを自著に記している。
1883年（明治16年）には東京製氷株式会社ができて人工氷の生産が拡大。このようなこともあり明治20年代になると、かき氷は大衆的な飲食物となるに至った。1887年（明治20年）には村上半三郎が氷削機（）を発明して特許を取る。1895年夏に、氷店は、東京や横浜では「5歩に1店、10歩に1舗」といわれるほど増え、氷水は1銭、ほか氷イチゴ、氷レモン、氷しるこ等多種あった。しかし、氷削機が一般化するのは昭和期に入ってからであり、それまでは台鉋を用いて削る方法が一般的であった。
第二次世界大戦前は、削った氷に砂糖をふりかけた「雪」か、砂糖蜜をかけた「みぞれ」、小豆餡をのせた「金時」が普通のメニューであった。戦後、かき氷専用のいちごやレモン風味のシロップが販売されるようになった。
現代において夏に涼しさを得られる食べ物としてはアイスクリームもあり、ウェザーニューズが2022年8月にスマートフォンの天気アプリの位置情報を利用して実施したアンケート調査によると、アイスクリームよりかき氷を食べたいという回答は、気温に比例して増え、34度を境に過半数（52%）を占めた。

## 作り方
作り方の一例を示す。これらシロップのかけ方や量は地域差がある。
1. あらかじめかき氷を入れる器を冷凍庫などで冷却しておく。
2. 器にかき氷器を用いてかき氷を若干載せ、シロップをレードル（甘露尺、甘露杓子）一杯分をかける。
3. 続けて、かき氷器を用いてかき氷を盛る。この時、器は斜めに満遍なく回転させ山盛りになるように盛りつける。
4. シロップを1-2杯程度かける。
5. 各種盛りつける果物や添え物などのトッピングを載せる。

## 器

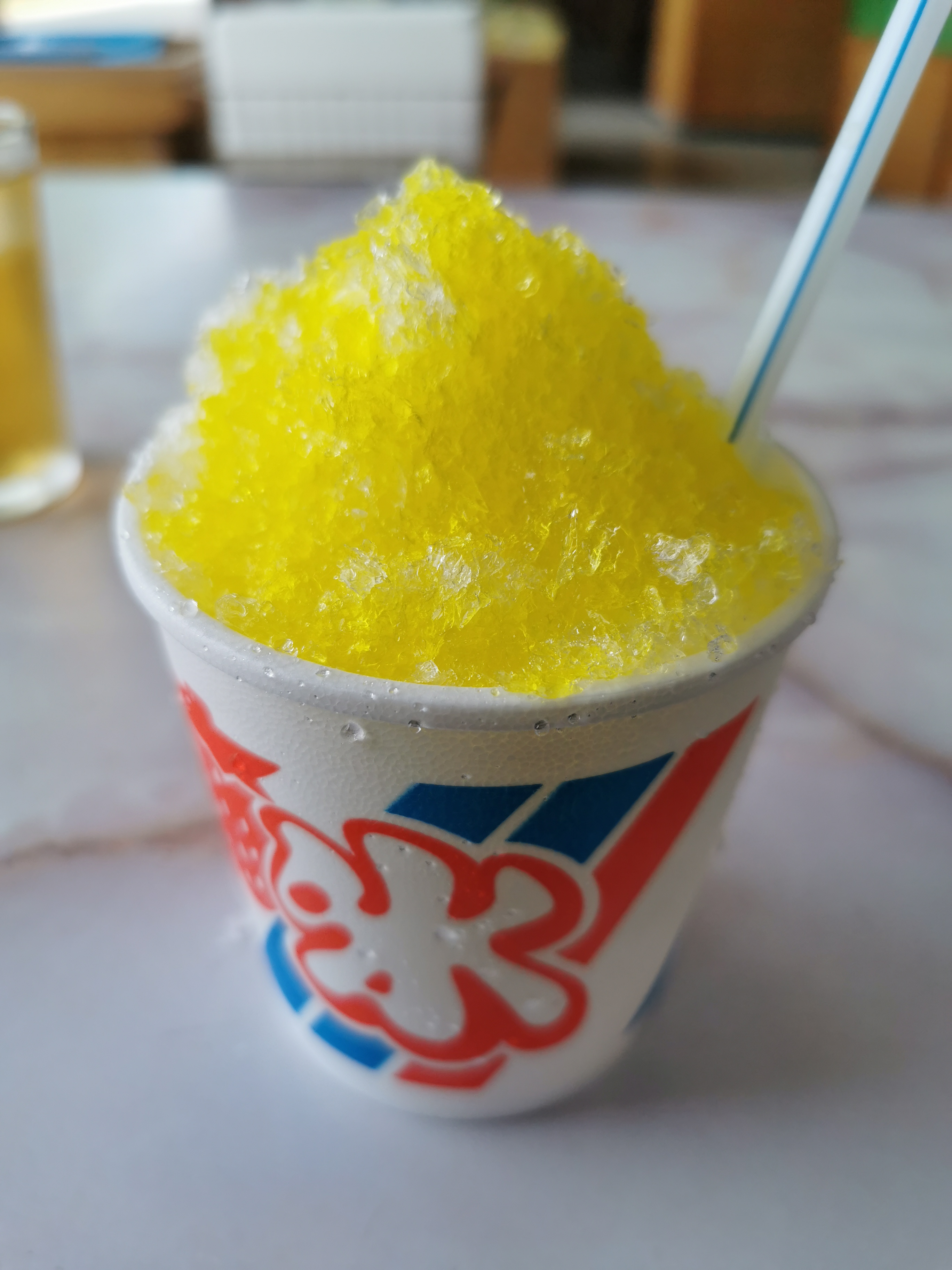
発泡スチロールの
器に入れて提供された、
かき氷（レモンシロップ）。
プラスチック製の
スプーンストローが
添えられている。

和風
涼しさを演出する透明なガラスや切子（）の広口の器を用いることが多い。氷が溶けにくいように、肉厚の陶器の丼が用いられることもある。明治時代には水呑コップや脚付きコップなどの汎用のコップが使われていたが、明治の終わり頃から氷コップと呼ばれる専用のガラス器も使われるようになり、この器は大正時代から昭和の戦前頃まであぶり出し技法などを駆使した独特の発達を遂げた。
洋風
器を手で持ったときに手の体温で氷が溶けてしまいにくいように、細い脚が付いたガラス器を用いることが多い。
発泡スチロール
露店での販売では発泡スチロールの器がよく使われる。
ガラスコップ
スムージーに近い、シロップや果汁の多い物もガラスコップ（グラス）に盛られる場合がある。
紙カップ、プラスチックカップ
露店での販売では紙製あるいはプラスチック製のかき氷カップが用いられる場合が多い。また、露店での販売の場合にはかき氷専用のスプーンストローが添えられることが多い。また、工場で製造され、プラスチックカップに入ったままでスーパーマーケットやコンビニエンスストアで販売される例もある。
袋
九州地方では、スーパーやコンビニで売られるかき氷として、カップではなく袋詰めにしたものが普及している。

## かき氷機

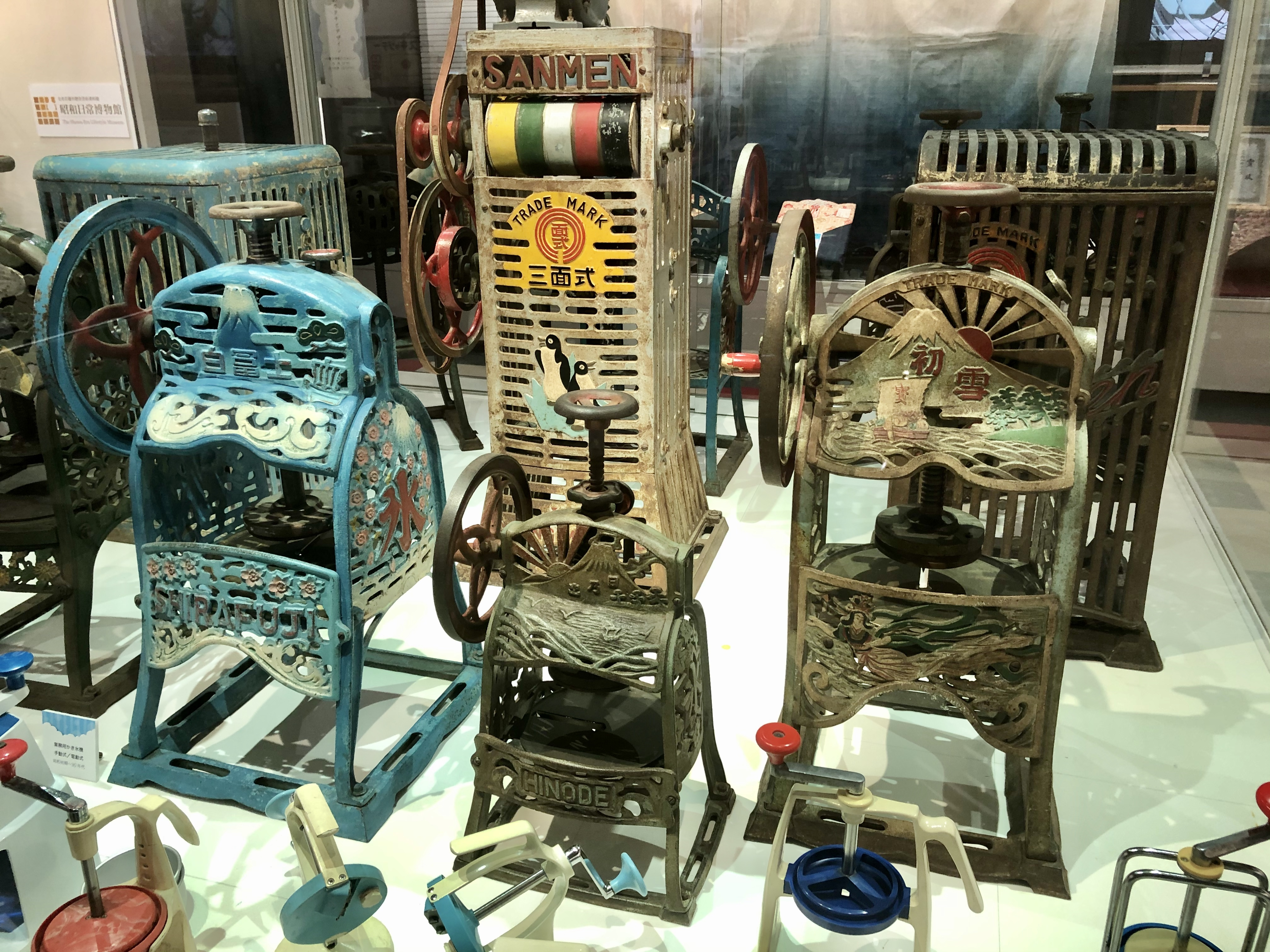
昭和期のかき氷機

天然氷を刃物の刃先で削ぎ落としたのが始まりとされ、この方法は現代でも日本料理で用いられている。さらに簡便な方法としては、野菜を薄切りにするスライサーを用いても同様のことができる。その後、鉋の刃を上にしたカツオブシを削る鰹箱（かつばこ）、または前述のスライサーのような状態にした大鉋の上で滑り止めとして布巾などを被せた氷を滑らせ、削り落ちてきたものをすくうようになる。1887年（明治20年）に氷商の村上半三郎が特許を取得して公に知られるようになった。
現代のかき氷器は鉋状の刃のついた台座の上で氷の塊が回転し、氷をスライス状に削りながら氷の塊を繰り下げていく仕組みをもつ。氷削機（）、かき氷メーカー、フラップメーカー、アイスシェーバー、アイススライサーなどと呼ばれる。英名はIce block shaver。
かき氷器には粉雪のように細かい粒子のかき氷を削り出すことができるものと氷の薄い切片状のかき氷になるものがある。この要因として用いる氷の違いが挙げられる。近年、小型で高性能ながらアイスストッカー付きのキューブアイス用製氷機が出回ってきたことや各種電化製品の普及により、かつては氷を入手するために必須であった氷商への依存度が激減した。加えて重さ1貫（3.75キログラム）の角氷と言われるブロックアイス（これを「貫目氷」の商品名として販売している場合がある）を扱う氷商も減少傾向にある。さらに天然氷のように冬の間に暴露で凍らせておき需要があるまで氷室（）でストックできる生産者も減ってきている。ただし、インターネットや、コンビニエンスストアでの取扱があるため、角氷の入手は容易に成りつつある。各種電化製品の普及のためかき氷器の製造メーカーは家庭用はブロックアイス用からキューブアイス用に移行し、粉雪状のかき氷と薄い切片状のかき氷に二分された。
ブロックアイスを用いる製品は「ブロックアイスシェーバー」「ブロックアイススライサー」などと、キューブアイスを用いる製品は「キューブアイスシェーバー」「キューブアイススライサー」などとも呼ばれる。
業務用は、古くは鋳物のフレームに大きな手回しハンドルが本体横に付いたものが主流であったが、後に氷を回転させるモーターが剥き出しで取り付けられているものに代わっていき、近年ではモーターを内蔵したスタイルに移行している。併せてキューブアイス用のかき氷器が製造され、粉雪状ではなく細かい氷の粒のかき氷が普及するようになった。現在でも手回し式のものはレトロ調として販売されている。
家庭用は手回しのものが多く、専用の円筒形の製氷皿で作った氷を用いる。一般的な製氷皿で作るキューブアイスを用いてもかき氷を作ることができる機種もある。主に子供向けとして需要が高いため、安全面から金属製の刃は用いられないことも多い。またペンギンや白熊など寒冷地の動物を模した形状のものも発売されている。

## 種類

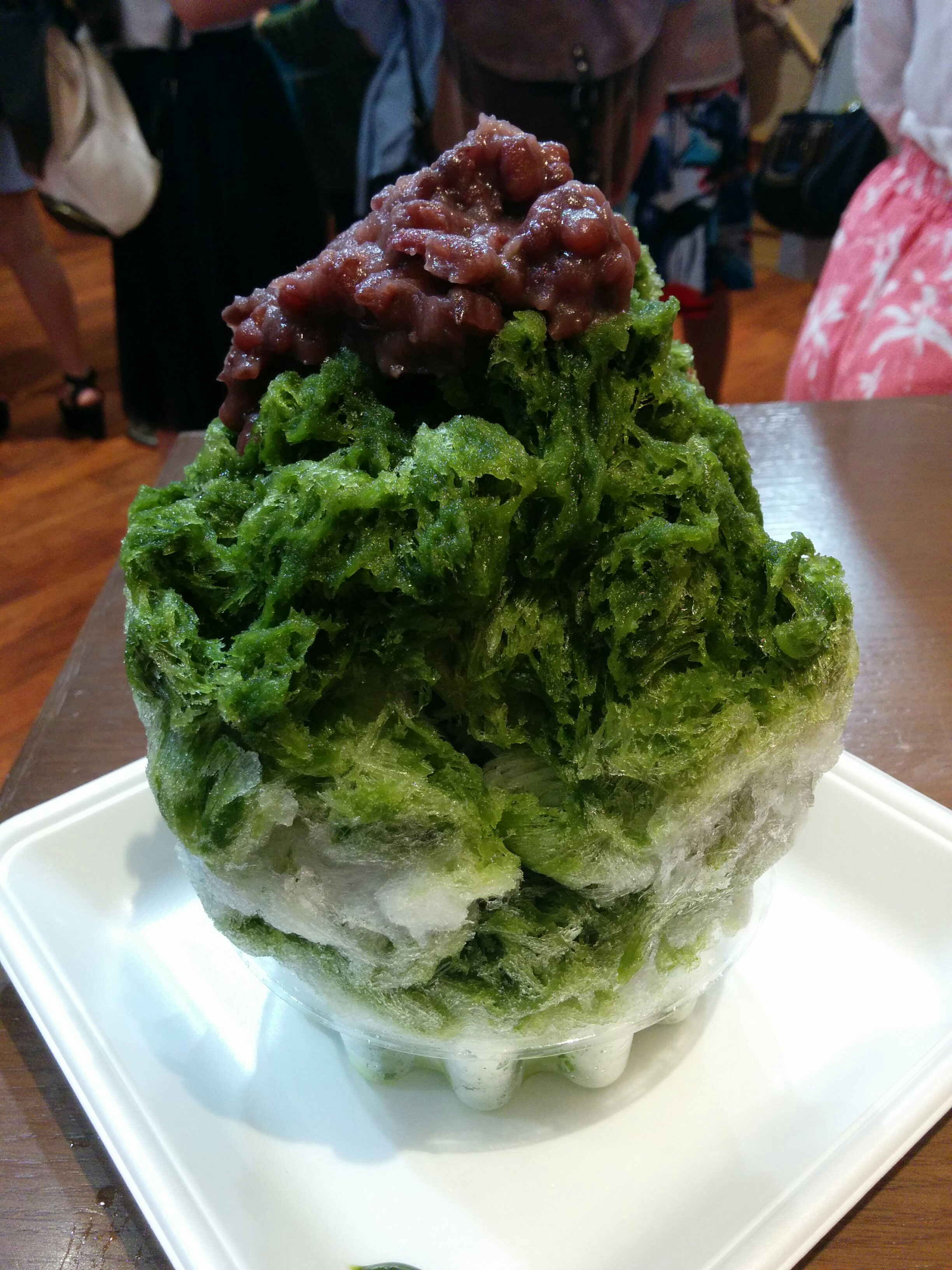
宇治金時のかき氷

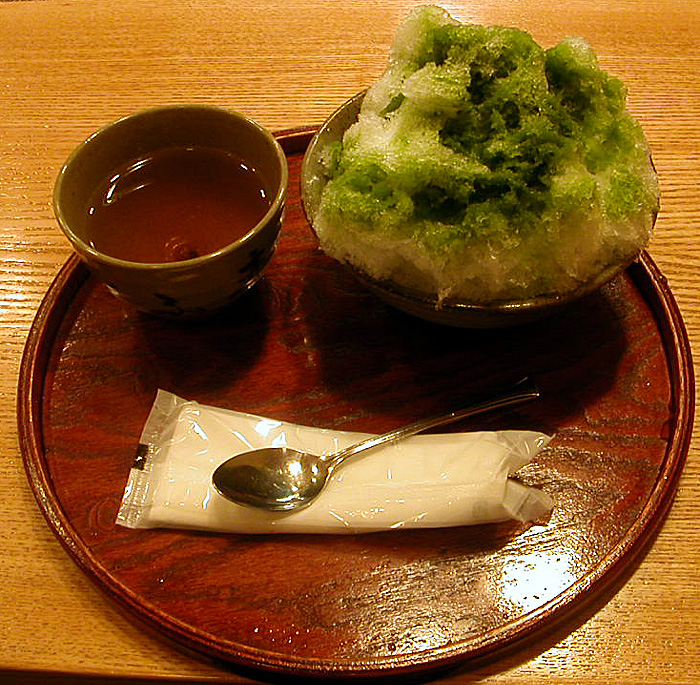
赤福氷。
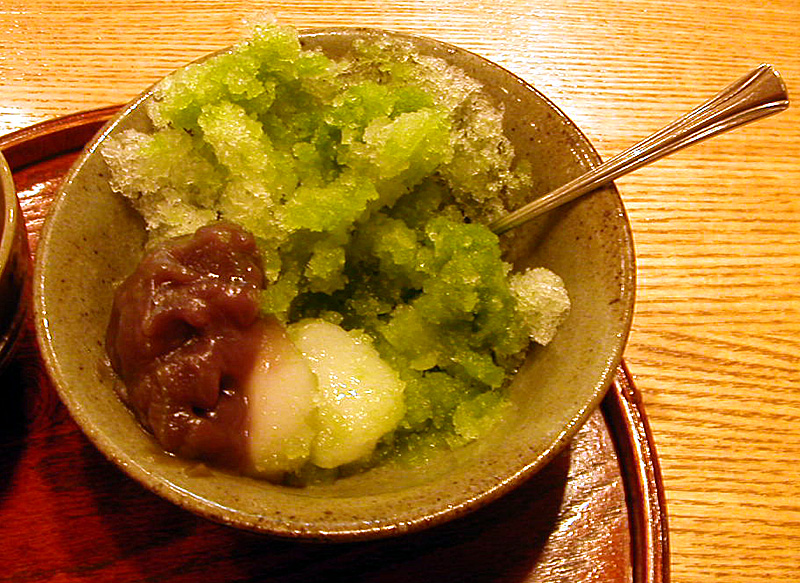
かき氷の中に 赤福の餡と餅が別々に 入っている。

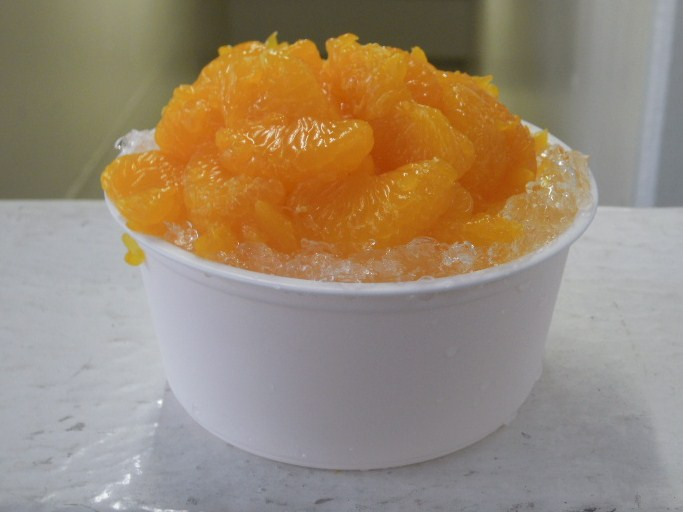
横浜スタジアムで売られている
みかん氷

同一のものであっても、地域によって呼び名や盛りつけ方が異なる。かき氷専用のシロップは、「氷蜜（）」と呼ばれる。
それぞれのシロップは味が異なるが、原材料は個別に異なるわけではなく、味覚上の味は「砂糖水」である。一部を除いて、基本的に違いは「香料」のみであり、香料の違いによって「味が異なるように錯覚している」だけである。
シロップ類
イチゴシロップ
水に砂糖、香料、酸味料、合成着色料等を添加した果汁を含まない赤色のシロップであることが多いが、イチゴ果汁を使用したものもある。
メロンシロップ
緑色のシロップ
レモンシロップ
黄色のシロップ
ブルーハワイ
青色のシロップでカクテルのブルー・ハワイを連想させる。トロピカルフルーツ各種を添えることも多い。九州などではハワイアンブルーと呼ぶこともある。レモン・オレンジ等の香料が使われ、同じく寒色系統で着色されているソーダ味（日本式サイダー味やラムネ味）アイスキャンディーに近い風味のものが多い。
コーラシロップ
カラメル色のシロップ。炭酸飲料のものとは異なり、炭酸は入っておらずそれ以上に甘い。
水（）
砂糖水（）を略して「水」と言い、砂糖を煮詰めて作る無色のガムシロップをかけたものと混同されやすいが、水に砂糖を溶かしただけのものをかけるのが「水」。「氷水（）」と呼ばれることがある。
「みぞれ」・「せんじ」・「甘露（かんろ）」と呼ばれるものはシロップをかけたもの。せんじと呼ばれるのは、愛知県、岐阜県、三重県であるが、語源は砂糖を煎じ煮詰めてシロップを作ったからである。
また「甘露（）」は真桑瓜（）の果汁を煮詰めて作ったシロップを指すことがある。
マンゴーシロップ
橙色・黄色のシロップ
オレンジシロップ
水に砂糖、香料、酸味料、合成着色料等を添加した果汁を含まない橙色のシロップであることが多いが、オレンジ果汁を使用したものもある。
日向夏シロップ
山吹色のシロップ
ブドウシロップ
紫色のシロップ
ピーチシロップ
桃色のシロップ
抹茶シロップ
濃緑色のシロップ
レインボー
いろんな色のシロップをかけた多色のもの。
濃縮乳酸菌飲料
カルピスなどの濃縮液。地域によってはそのまま「カルピス」と呼ばれることがある。
コーヒー
濃く淹れたコーヒー。シロップや加糖練乳とともにかける。
黒蜜
黒糖を湯で溶かしたもの。台湾のかき氷では一般的。
加糖練乳
コンデンスミルク。かき氷のメニューに「ミルク」と書かれている場合、牛乳ではなく、コンデンスミルクを指している。単独でかけるよりもトッピングにされることが多い。
梅酒
20歳以上の大人向け
アイスクリーム
かき氷の上のトッピングとしてアイスクリームを乗せる場合もある。
宇治金時（）または抹茶小豆（）
銘茶として名高い宇治茶を連想させる抹茶に砂糖と水を加え、茶筅で泡立てたシロップをかき氷にかけ、小倉餡を載せたもの。この場合の「金時」は小豆餡の異称として用いられており、金時豆が使われることは稀である。つぶ餡のばあいは、抹茶の上に載せるようにかけ、漉し餡の場合はボール状にして添えることが多い。下部に埋設することもあり、この場合単なる宇治氷と区別がつかない。金時のアズキ色とかき氷の白、抹茶の緑の対比をさせるために餡の上に抹茶をかけることはない。勿論、宇治だけのものもある（抹茶だけ）、また、宇治金時にミルクをかけた「宇治ミルク金時（宇治時雨）」も一般的である。宇治ミルク金時は1929年（昭和4年）に岡山県岡山市表町で開業した喫茶店「カニドン」において、常連の六高生が注文した宇治金時にコーヒー用ミルクをかけて食したのが始まりとされている。
氷小豆（）
前記、水をシロップとして小豆餡を載せたもの。これに練乳をかけたものは「ミルク金時」と呼ばれている。
雪（）
砂糖をかき氷に振りかけたもの。戦前は一般的であったが、戦後はほぼ消滅したメニューである。
酢だまり氷（）
山形県山辺町周辺に伝わる酢醤油（酢溜まり）をかけた氷。イチゴシロップなどとともにかけられる。第二次世界大戦後の貧しい時期に、シロップなどが手に入らず何もかけないかき氷が食べられていた。その頃にところてんなどに用いられていた酢醤油をかけ始めたとされる。
あかふく氷（）
伊勢路の夏の風物詩の一つ。かき氷に赤福ならではの餡と餅、抹茶仕立てのシロップをかけたもの。ほうじ茶が添えられる。1961年（昭和36年）7月に三重県の伊勢名物である赤福餅を「赤福アイス」の名称で氷菓として海水浴客に供したのが興りとされる。夏季には氷旗とは異なり赤福の赤い文字と青い氷の文字が書かれた看板が店先に置かれる。餡はこし餡で、餅については白玉団子より柔らかく、ゆでた後に搗いた餅が入っている。
- 赤福氷。
- かき氷の中に
赤福の餡と餅が別々に
入っている。

白くま（しろくま、氷白熊とも）
発祥の鹿児島市周辺、および九州でよく見られる名物氷菓。ミカンやパイナップルの缶詰などの果物を盛り込み、アズキを乗せ、加糖練乳をかけたもの。この組み合わせでカップ入りの氷菓やアイスキャンディーも作られている。
ぜんざい
沖縄県の名物氷菓。金時豆を黒糖などで煮たものの上にかき氷をかける。
白雪（）
シロップ等を使用しない、プレーンのかき氷。「プレーンはかき氷ではなくかち割りだ」とする人もいるが、中には愛好家もいる。
雪くま（）
夏の猛暑で知られる埼玉県熊谷市で、町おこしの一環として、地元の水を利用したかき氷を考案し、市内の飲食店でオリジナルかき氷を競作した。
コバルトアイス
蜂楽饅頭が出しているかき氷。コバルトミルクと呼ばれる場合もある。主に熊本県をはじめとした九州付近では知られている。ブルーハワイと加糖練乳をかけたもの。
みかん氷、パイナップル氷
横浜スタジアムで売られているかき氷。缶詰ミカンもしくは缶詰パイナップルを乗せ、その上に缶詰のシロップをかけただけの、シンプルなもの。
焼き氷
20世紀初頭に通天閣前の喫茶店「白雨亭」に「焼き氷」の看板が掲げられていたことが確認された。資料によると、当時で珍しかったカラメルソースをかき氷にかけたのではないかと推測されている。
2012年に通天閣100周年として、新世界に近い「グリルDEN・EN」が「平成の焼き氷」というメニューを提供するようになり、そのカラメルソースの上に焼酎と思われるアルコールを上からかけて火をつけている。2013年、『ごちそうさん』（NHK総合テレビジョン・連続テレビ小説）で取り上げられ注目されている。

## 備考
- 日本かき氷協会は7月25日をかき氷の日と制定している。かき氷の別名である夏氷（）を7, 2, 5と語呂合わせしたほか、1933年同日に当時の日本の最高気温が記録されたことにちなむ[14]。
- 一般的にかき氷がおいしく感じられる（売れ時の）温度は摂氏30度以上とされる[15]。
- 冷蔵庫の発達しない時期などは衛生的に優れないことがあった。
- 水を凍らす前に水に砂糖を溶かしてから凍らすと出来た氷がサラサラになる。また食べ頃とされる温度は、アイスクリームの食べ頃とされる氷点下10度よりも少し高めとされている[15]。
- 現在、日本で天然氷を製造している蔵元は、関東周辺では栃木県に3か所、山梨県に2か所、埼玉県に1か所ある。

## 世界のかき氷の多様性
かき氷そのものを食べる習慣や、かき氷を夏の風物詩として楽しむ文化は、古くから世界各地に存在している。　　　　　　
例えば、西洋では、
- 古代ローマ時代にその起源が見られる。アルプスから切り出した氷を氷室に保存し、夏にはそれを削って蜂蜜をかけて食べる習慣があったと伝えられている[16]。
- 現代のアメリカ合衆国では、かき氷は「shaved ice（削った氷）」や「snow cone（円錐形の雪）」と呼ばれている。

一方、東洋でもかき氷は親しまれてきた。
- 中国では唐代7世紀に「酥山」、十世紀の北宋代に「刨冰（バオビン、拼音: bàobīng）」と表記され、街中で売られていた。この「刨」という漢字は日本語の「かき」に当たる意味を持ち、「冰」は「氷」という漢字の中国の書き方である。
- 台湾では「ツワピン」と呼ばれ、「剉冰」や「銼冰」といった漢字表記が一般的で、どちらも正しいとされている。

### 台湾

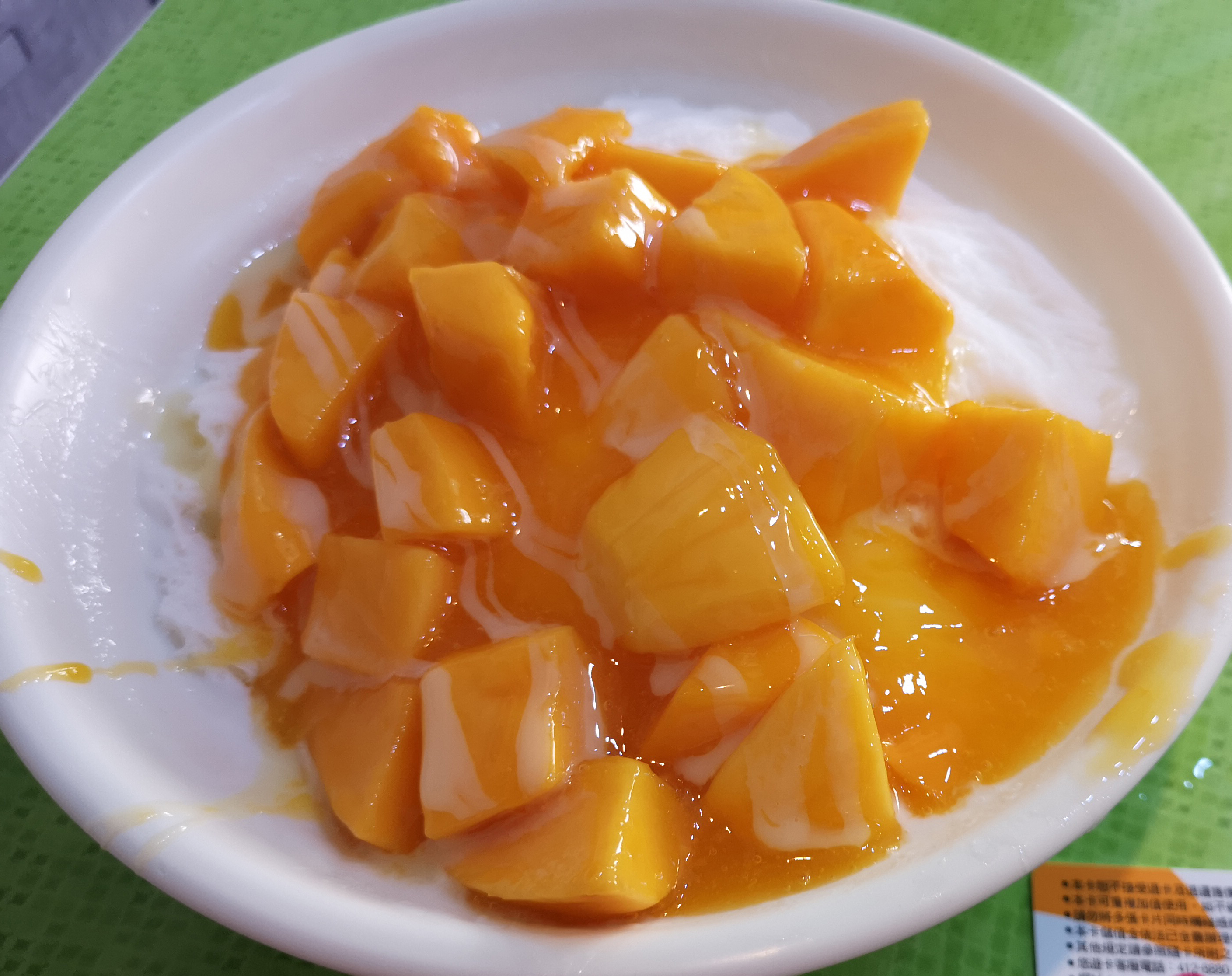
「冰讃」という冰館で
提供される芒果雪花氷

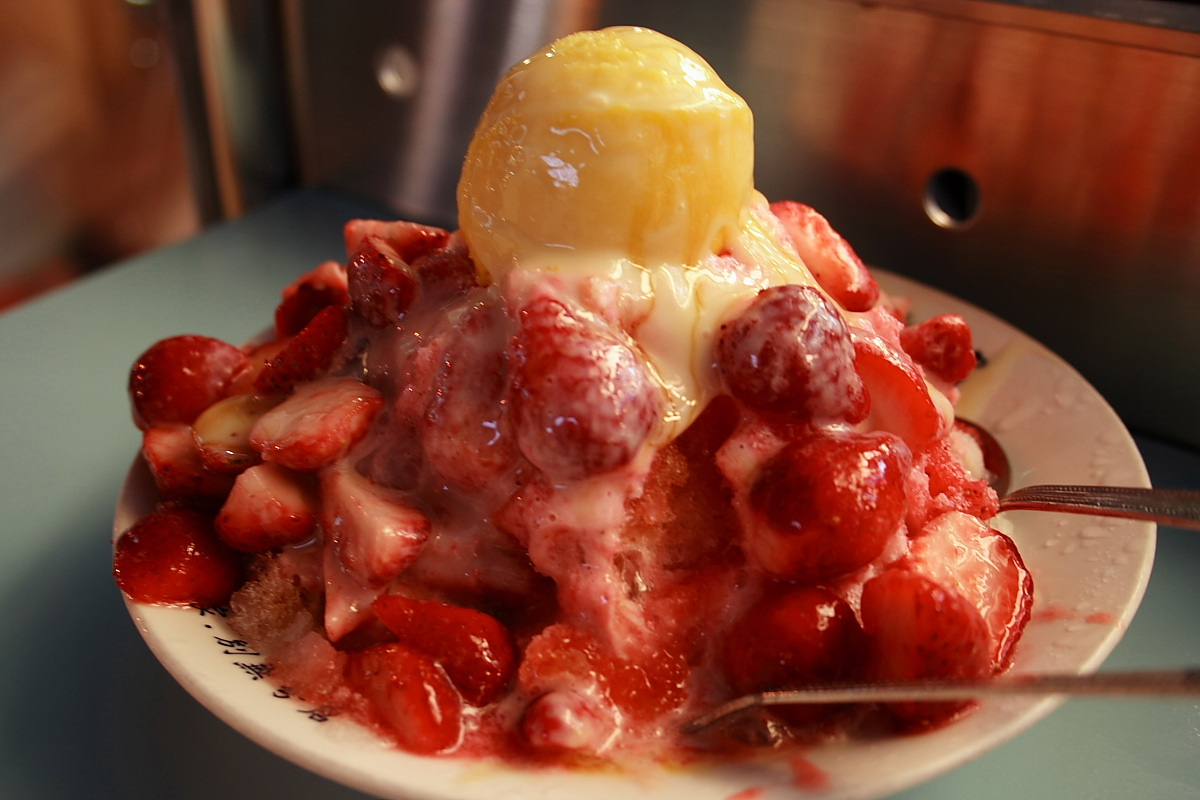
草莓氷

台湾のかき氷は、台湾総督府時代に日本から伝えられたと言われている。
伝統的には台湾語の「剉冰」や「銼冰」と表記されるが、近年では中国からの影響で、中国語の「刨冰」という書き方もよく見られる。また、台湾のかき氷の名称は、前半部分に「具材の名前」が、後半部分には「かき氷の種類」が入るのが一般的である。例えば、イチゴの漢字は「草莓」なので、イチゴ味の「雪花氷タイプ」のかき氷は「草莓雪花氷」と表記される。
日本のかき氷との違いとして、台湾のフルーツ味のかき氷は、基本的に本物のフルーツや果汁を使っており、日本でよく使われる氷蜜は使用しない。さらに、「冰館（ICE ROOM、ピングアン、注音: ㄅㄧㄥ ㄍㄨㄢˇ）」と呼ばれる、夏だけ営業する氷菓の専門店が台湾全土に広がり、その人気は日本にも上陸している。
芒果氷（）
（注音: ㄇㄤˊ ㄍㄨㄛˇ ㄅㄧㄥ）

2004年頃から登場し、今でも流行が続く台湾の代表的なかき氷。「芒果」は「マンゴー」に当たる漢字。新鮮なマンゴーの切り身をたっぷり乗せ、マンゴーのジュースやアイスクリーム、加糖練乳をかける。
雪花氷（）、また雪綿氷（）
（注音: ㄒㄩㄝˇ ㄏㄨㄚ ㄅㄧㄥ）
特殊な氷を削る方法によって、氷の形状を雪の花のようにしたもの。日本では「雪花氷」という名前はほかのアイス系スイーツに商標登録されており、日本国内では無断で使用することはできない。また、一番人気のある雪花氷はマンゴー味のものなので、漢字表記は「芒果雪花氷」と書く。
紅白団子氷（）
茹でたピンクと白のもち団子をかけたかき氷。店によって、団子の中では黒ゴマ・白ゴマ、アズキ、抹茶などの餡も入れている。
月見氷（）
（注音:  ㄩㄝˋ ㄐ｜ㄢˋ ㄅㄧㄥ）
かき氷の上に蒟蒻、練乳、ドライフルーツなどをトッピングした後、真ん中にくぼみを作って、鶏卵のプリンや黄色のアイスクリームを割り入れたもの。「月見」は日本語からの借用で、日本統治時代の台湾で考案されたと考えられる。
三果氷（）、また三色氷（）
三つの果物（スイカ、パイナップル、キウイ）とそれぞれの果汁をかき氷に乗せた豪華なスイーツ。店によって、黄色のパイナップルはバナナ、マンゴー、メロンに代わり、赤色のスイカはイチゴに代わり、いずれも赤・黄色・緑の三色を重視している。なお、オレンジ色のオレンジや蜜柑を加えて、四色の四果氷になることもある。
八宝氷（）
（注音: ㄅㄚ ㄅㄠˇ ㄅㄧㄥ）
かき氷の上に甘い煮豆をはじめ、多くの具を盛り合わせたかき氷を台湾では「八寶冰（八宝氷）」という。好みで果肉、ジャム、蜜煮の果物、「QQ」と呼ばれる弾力のあるフルーツ製団子、ライスヌードル、ナッツ、加糖練乳、クリームプリンなどが選べ、「八つの宝を茶碗に盛り上げた」イメージを作る。
牛奶氷（）
「牛奶」は牛乳の意味。水の中に牛乳を加えて、氷状にしたかき氷。
黒糖氷（）
前述と同じく、水の中に黒糖の蜜を加え、氷状にしたかき氷。
泡泡氷（）
泡泡は「大量なバブル」の意味を指し、かき氷とミルクセーキの間のかき氷。
刀削氷（）
（注音: ㄉㄠ ㄒㄧㄠ ㄅㄧㄥ）
手で包丁を持って削るので、粗いクラッシュドアイスに近いものができる。各種氷蜜と練乳をかけて食べ、日本のかき氷に一番近いと言われている。

### その他の国

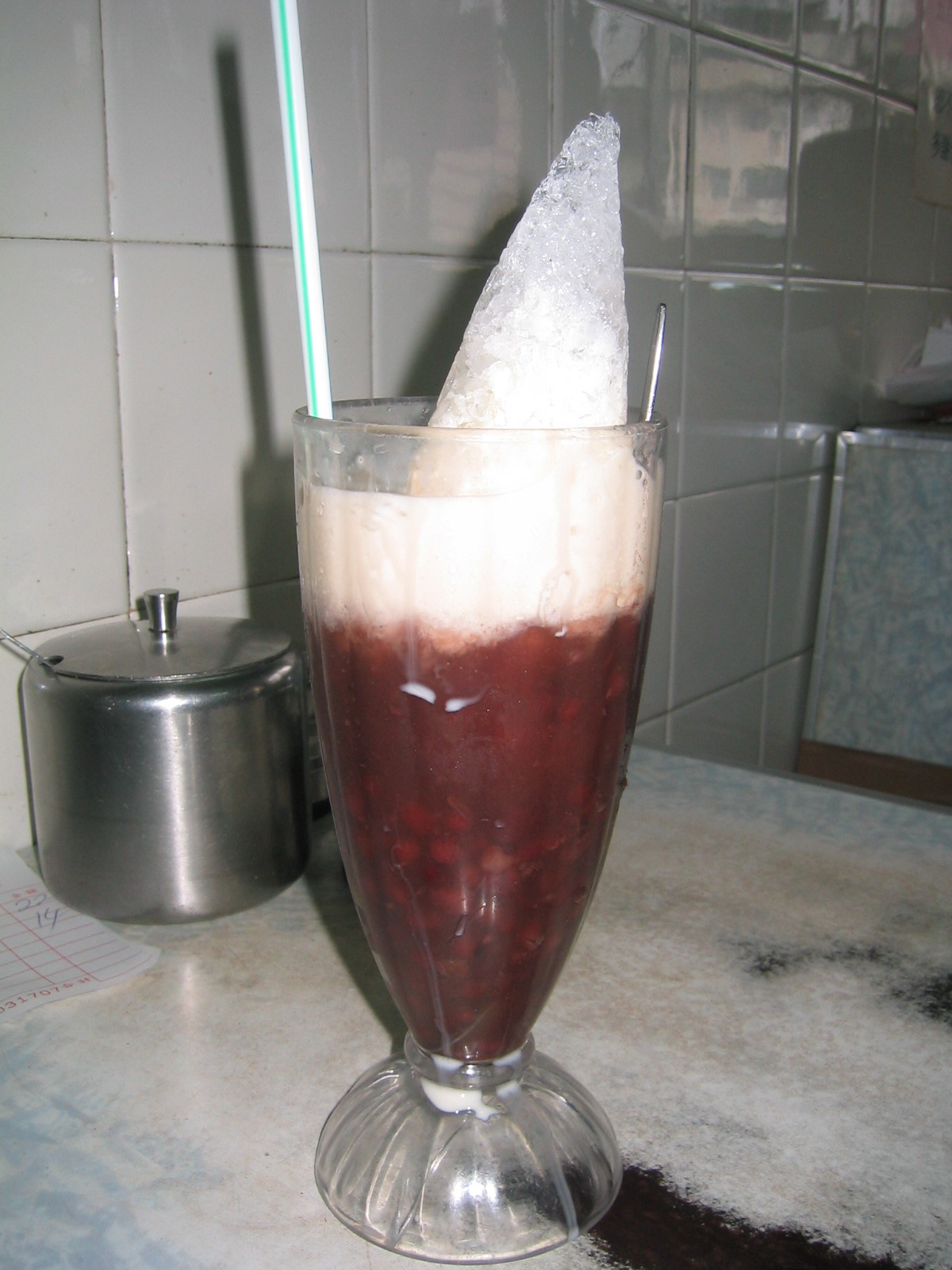
香港の古いタイプの紅豆冰

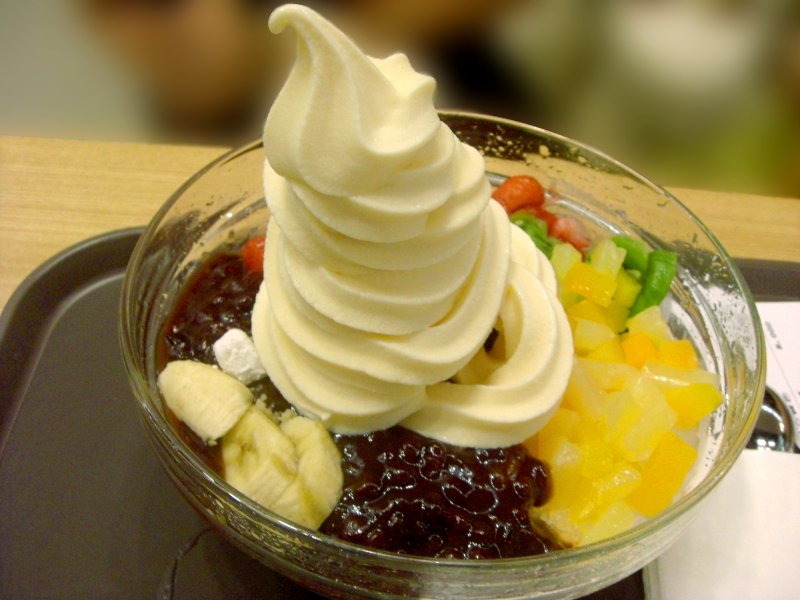
韓国のパッピンス

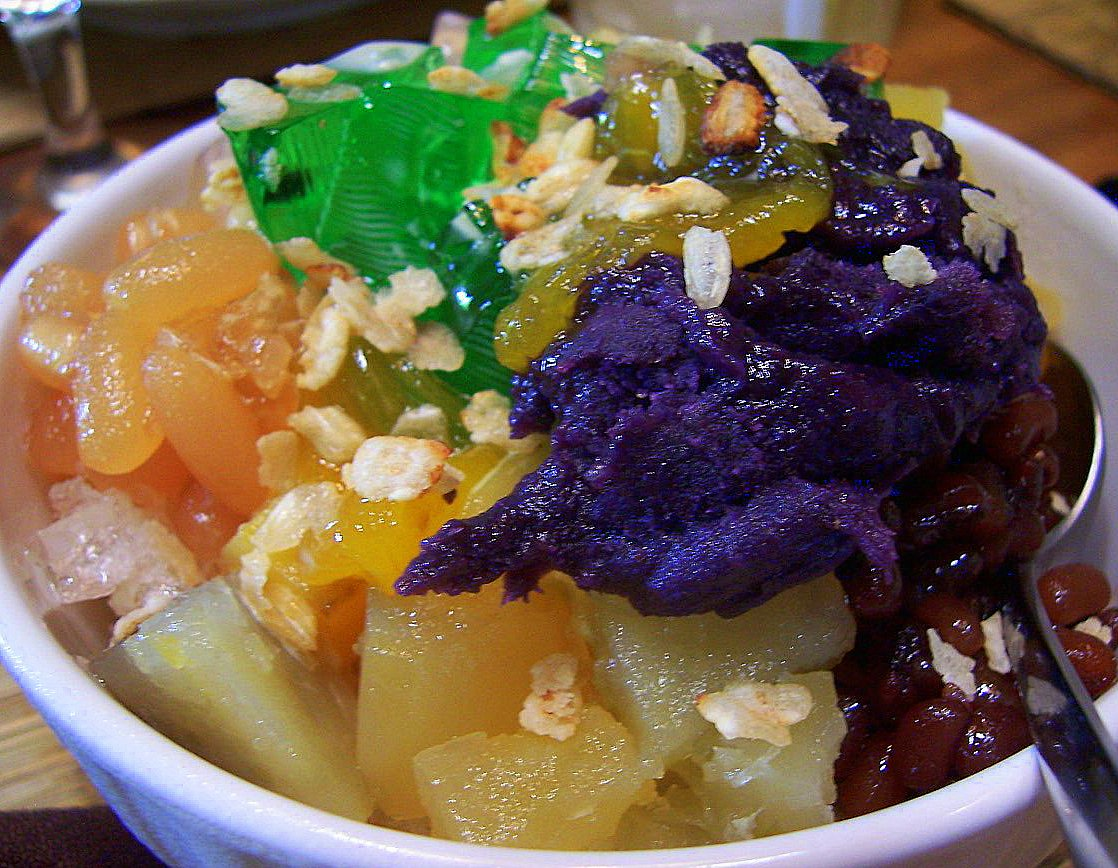
フィリピンの
ハロハロ

紅豆冰（広東語：ホンダウベン）
香港のかき氷。旧来のものは、グラスに冷やした小豆のぜんざいを入れ、エバミルクをかけ、その上に荒めに削った氷を山のように載せる。スプーンも出されるが、もともと飲料的要素が高く、現在はほとんどの店舗でクラッシュアイスとして提供されるため、飲料と認識されている。変種としてアイスクリームを加えたものや、「菠蘿冰」（パイナップル氷）などがある「茶餐廳」や「冰室」と呼ばれる喫茶軽食店で提供される。
ケテック（ウイグル語: كەتتەك、中国語: 喀特特）
新疆ウイグル自治区（東トルキスタン）のかき氷。蜂蜜を混ぜた手作りヨーグルトがかけられる。山頂付近から運んだ天然氷を先端部がフォーク型の金属棒器具で削ぎ、砕く様に削る。
ピンス（朝鮮語：氷水、빙수）
朝鮮半島のかき氷。代表的なのがパッピンス（팥빙수）で、名前には小豆（）が付いているが、日本の氷小豆とは異なり、台湾の八宝氷同様に、小豆餡や缶詰フルーツ、餅といっが具が豊富に盛られている。味付けによくきな粉を使う点と、ピビンパ同様に食べる前に徹底的に混ぜるのが特徴的。他に小豆抜きで、フルーツを乗せたクヮイルピンス（果実氷水、과일빙수）など様々な種類がある。お店では通常、二人前以上の分量が器に盛られている場合が多く、複数人で分けて食べるのが一般的である。
シェイブアイス（SHAVE ICE）
ハワイのかき氷。上記で紹介した“shaved ice”とは別物。アイスシェイブとも呼ばれる。
1800年代中頃に日本からハワイへの移民が、農作業の合間に涼をとるために日本のかき氷を持ち込んで、砂糖やフルーツジュースをかけたのが原型とされる。
カラフルなシロップをかけるのがスタンダードであるがフルーツやアイスクリームなどのトッピングも好まれる。トッピングの中には日本のかき氷由来の甘く煮た小豆も人気が高い。
グラッタケッカ（GRATTACHECCA）
イタリアのローマ地方の氷菓子。
ハロハロ（Halohalo）
豆の餡、ナタ・デ・ココ、アイスクリームなど、豊富な具を乗せたフィリピンのかき氷。Halohaloはタガログ語で「ごちゃ混ぜ」を意味する。日本ではミニストップのコールドスイーツの名称として名が広まっている。
タッチェー
ベトナムのかき氷。かき氷の上に、緑豆やココナッツ入りの白玉ぜんざい（チェー/che）がかかっている。
ボボチャチャ
ハロハロによく似ているシンガポールのかき氷。「ボボチャチャ」とは「ごちゃ混ぜ」の意である。
アイス・カチャン （Ais kacang）
マレーシアのかき氷。氷の上にカチャン（豆）の甘煮が乗る。氷自体に味を付けて鉋屑のように一続きに削った物も存在する。
エス・チャンプル（es campur）
インドネシアのかき氷。果物やタピオカが乗っている。
フリオフリオ（FRÍO FRÍO）
ドミニカ共和国のかき氷。手押し屋台で販売している。使い捨てのプラスチックのコップにかき氷を入れて、その上からシロップをかける。かき氷は氷の塊を金属器具にて鉋で削るようにして作る。シロップは、レモン、タマリンドなど数種ある。